# Malehloana Community
Malehloana Community är en kommun (community council) i Lesotho.    Den ligger i distriktet Thaba-Tseka, i den centrala delen av landet, 70 km öster om huvudstaden Maseru.
Den består av 86 byar, varav den största, Ha Tšiu, hade 705 invånare vid folkräkningen 2006.